# Karin Orth
Karin Orth (* 18. Dezember 1963 in Frankfurt am Main) ist eine deutsche Historikerin und Hochschullehrerin an der Albert-Ludwigs-Universität Freiburg.

## Leben
Nach dem Abitur in Frankfurt am Main studierte Karin Orth von 1984 bis 1989 Mittlere und Neuere Geschichte, Politologie sowie Soziologie an der Johann Wolfgang Goethe-Universität Frankfurt und an der Freien Universität Berlin und schloss ihr Studium bei Hartmut Kaelble mit einer Magisterarbeit über Dienstbotinnen in Berlin ab. Von 1990 bis 1993 war Orth als Wissenschaftliche Mitarbeiterin an einem „oral-history“-Projekt der KZ-Gedenkstätte Neuengamme zu den Lebensgeschichten KZ-Überlebender beteiligt; von 1994 bis 1996 war Orth als Wissenschaftliche Mitarbeiterin an der Forschungsstelle für Zeitgeschichte in Hamburg und 1998 am dortigen Institut für Sozialforschung tätig. Aus dem Forschungsprojekt „Weltanschauung und Diktatur“ ging ihre im Mai 1997 an der Universität Hamburg eingereichte, von Ulrich Herbert betreute Dissertation über die Führungsgruppen der Konzentrationslager-SS hervor. Anschließend war Orth bis 1998/99 Lehrbeauftragte an der Universität Hamburg.
Von 1998 bis 2008 war Karin Orth Wissenschaftliche Assistentin und danach Angestellte am Historischen Seminar der Universität Freiburg; von 2001 bis 2007 war sie zudem Wissenschaftliche Koordinatorin der Forschungsgruppe zur „Geschichte der Deutschen Forschungsgemeinschaft (1920–1970)“. Von 2008 bis 2010 war sie zwischenzeitlich als Geschäftsführerin der Internationalen Graduiertenakademie der Universität Freiburg tätig und kehrte danach auf ihre Arbeitsstelle zurück. 2015 erfolgt ihre Habilitation. Karin Orth lebt in Freiburg im Breisgau.
Ihre Veröffentlichungen konzentrieren sich auf die Geschichte des Nationalsozialismus und auf die Wissenschaftsgeschichte im 20. Jahrhundert.

## Publikationen (Auswahl)
- „Nur weiblichen Besuch“. Dienstbotinnen in Berlin 1890–1914 (= Campus Forschung, Band 708). Campus, Frankfurt am Main 1993, ISBN 3-593-34984-1 (Zugl.: Berlin, Freie Univ., Mag.-Arb., 1990 u.d.T.: Weibliche Dienstboten in Berlin 1890–1914).
- mit Ulrike Jureit und Detlef Garbe: Überlebensgeschichten. Gespräche mit Überlebenden des KZ-Neuengamme. Dölling und Galitz, Hamburg 1994, ISBN 3-926174-83-8.
- Die Kommandanten der nationalsozialistischen Konzentrationslager. In: Ulrich Herbert, Karin Orth, Christoph Dieckmann (Hrsg.): Die nationalsozialistischen Konzentrationslager: Entwicklung und Struktur. Bd. II, Göttingen 1998, ISBN 3-89244-289-4, S. 755–786.
- Das System der nationalsozialistischen Konzentrationslager. Eine politische Organisationsgeschichte. Hamburger Edition, Hamburg 1999, ISBN 978-3-930908-52-3 (Rezension von Peter Witte für Newsletter – Informationen des Fritz Bauer Instituts · Nr. 18 · Frühjahr 2000).
- Die Konzentrationslager-SS. Sozialstrukturelle Analysen und biographische Studien. Wallstein, Göttingen, 2000, ISBN 3-89244-380-7 (Zugl.: Hamburg, Univ., Diss., 1997 u.d.T.: Die Konzentrationslager-SS. Sozialstrukturelle Analysen und biographische Studien einer nationalsozialistischen Funktionselite).
- Gab es eine Lagergesellschaft? „Kriminelle“ und politische Häftlinge im Konzentrationslager.  2000. In: Norbert Frei, Sybille Steinbacher, Bernd Wagner (Hrsg.): Ausbeutung – Vernichtung – Öffentlichkeit. Neue Studien zur nationalsozialistischen Lagerpolitik (= Darstellungen und Quellen zur Geschichte von Auschwitz, 4). München 2000, S. 109–133.
- Die Historiografie der Konzentrationslager und die neuere KZ-Forschung. In: Archiv für Sozialgeschichte 47, 2007, S. 579–598 (Überblick zur Literatur über Konzentrationslager als Forschungsgegenstand bis 2006; Desiderata werden formuliert)
- Autonomie und Planung der Forschung. Förderpolitische Strategien der Deutschen Forschungsgemeinschaft 1949–1968. Steiner, Stuttgart 2011, ISBN 978-3-515-09832-8.
- Die NS-Vertreibung der jüdischen Gelehrten. Die Politik der Deutschen Forschungsgemeinschaft und die Reaktionen der Betroffenen. Wallstein, Göttingen 2016, ISBN 978-3-8353-1863-2 (Zugl.: Freiburg (Breisgau), Univ., Habil.-Schr., 2015 u.d.T.: Forschungsförderung und NS-Verfolgungserfahrung. Die Deutsche Forschungsgemeinschaft und die jüdischen/„nichtarischen“ Wissenschaftler (1920–1960).)
- Vertreibung aus dem Wissenschaftssystem. Gedenkbuch für die im Nationalsozialismus vertriebenen Gremienmitglieder der DFG (= Beiträge zur Geschichte der Deutschen Forschungsgemeinschaft, 7). Stuttgart 2018, ISBN 978-3-515-11953-5.